# Dar Chioukh
Dar Chioukh là một đô thị thuộc tỉnh Djelfa, Algérie. Dân số thời điểm năm 2002 là 24.87 người.